# Сибплаз
СИБПЛАЗ (англ. SIBPLAZ) — российский межотраслевой холдинг, существовавший с 1996 по 2016 годы. Диверсифицированная группа в сфере добычи и переработки полезных ископаемых с интегрированными горнодобывающими, перерабатывающими, химическими, энергетическими, машиностроительными, транспортными и маркетинговыми предприятиями.
В составе группы находились научно-исследовательские, проектно-конструкторские и инжиниринговые организации.
Полное наименование компании Закрытое акционерное общество «СИБПЛАЗ». Штаб-квартира располагалась в Кемерово.

## История
В 1991 году, по инициативе председателя Комитета угольной промышленности Министерства топлива и энергетики Российской Федерации, академика РАН Ю. Н. Малышева, на базе Сибирского отделения ФГУП Национального научного центра горного производства — Института горного дела им. А. А. Скочинского в г. Кемерово, совместно с Мингео (Министерство геологии СССР) и Сибирским Отделением Российской Академии Наук, организовано Сибирское научное учреждение «СИБПЛАЗ» — специализированная исследовательская организация с проектно-конструкторскими, инжиниринговыми и производственными подразделениями, для выполнения научно-исследовательских программ в области горного дела — геологического изучения недр и воспроизводства минерально-сырьевой базы Российской Федерации, бывших стран Советского Союза и зарубежных стран.
- 1996 — преобразовано в закрытое акционерное общество.[4]
- 1996—2008 — в процессе реструктуризации российской угольной и горнорудной отраслей, под управлением компании консолидировны активы нескольких отраслевых НИИ, СКБ, экспериментальных и производственных предприятий.
- 2008—2009 — создан Сибирский научно-исследовательский холдинг — первый в России крупный негосударственный междисциплинарный научный центр.[5][6][7][8][9]
- 2016 — холдинг ликвидирован[10].

### Перечень организаций, входивших в объединение
Научно-исследовательские и конструкторские организации:
- Сибирский научно-исследовательский институт геологии, геофизики и минерального сырья (Кузнецкий филиал), г. Кемерово
- Западно-Сибирское отделение Института горного дела имени А. А. Скочинского, г. Кемерово
- Сибирский головной институт редких металлов «НИИ Сибгиредмет», г. Новосибирск
- НИИ СибМеханобр, г. Новосибирск
- Кузнецкий Научно-Исследовательский Проектно-Конструкторский Угольный Институт «КУЗНИУИ», г. Кемерово
- Кузнецкое отделение Специальной астрофизической обсерватории Российской академии наук (САО РАН), г. Белогорск
- Сибирский проектно-конструкторский и научно-исследовательский институт авиационной промышленности, г. Новосибирск
- Восточный научно-исследовательский горнорудный институт «ВостНИГРИ», г. Новокузнецк
- ФГУ Томский научно-исследовательский и проектный институт нефти и газа «ТомскНИПИНефть», г. Томск
- ФГУП Научно-производственное предприятие «Восток» (первоначально — НИИ № 617 с опытным заводом), г. Новосибирск
- Кузбасский НИИ Шахтного и подземного строительства «КУЗНИИШАХТОСТРОЙ», г. Кемерово
- Восточный научно-исследовательский проектно-технический институт тяжелого машиностроения «ВНИПТИМ», г. Кемерово
- Кузбасский головной институт по проектированию угледобывающих и углеперерабатывающих предприятий «КУЗБАССГИПРОШАХТ», г. Кемерово
- НИИ химических производств «НИИХП», г. Кемерово
- Институт биологии, экологии, почвоведения, сельского и лесного хозяйства (Кемеровский филиал)
- Специальное конструкторское технологическое бюро «ПРИРОДА», г. Кемерово
- Научно-исследовательский институт автоматических приборов, г. Новосибирск
- ФГУП "Томский НИИ «Проект», Томск

Предприятия:
- ОАО Угольная компания Северокузбассуголь, Кемерово[11]
- ФГУП Новосибирский завод редких металлов, г. Новосибирск
- ОАО «Беловский цинковый завод», Белово[12]
- ФГУП ПО Кемеровский завод «Коммунар», г. Кемерово
- Научно-производственное предприятие «Торий», г. Москва
- Федеральное государственное унитарное предприятие микрографии «Омега», г. Томск
- ФГУП Томское производственное объединение «КОНТУР»
- ФГУП Томский радиотехнический завод
- ФГУП Томский завод измерительной аппаратуры
- ФГУП Центральное конструкторское бюро точного приборостроения (ЦКБ «Точприбор»)
- Кемеровский завод «Металлист», Кемерово
- Экспериментальный завод средств безопасности, г. Кемерово
- ОАО «Анилинокрасочный завод» (АКЗ), г. Кемерово

Большинство гос. предприятий в объединении прошли процесс преобразования в акционерные общества, процедуры финансового оздоровления и в дальнейшем получили возможность самостоятельного развития.
По заключению независимых экспертов в целом деятельность объединения оценивалась как положительная. По оценке российского отраслевого агентства RCC Group — сложная и многопрофильная структура СИБПЛАЗ была малопрозрачна, каждое звено в цепочке — от добычи до продажи — являлось фактически самостоятельным бизнесом, что являлось помехой для зарубежных инвесторов, так как не позволяло полностью вскрыть реальную эффективность и инвестиционную привлекательность многоотраслевого бизнеса компаний СИБПЛАЗ.
В свою очередь «непрозрачность» позволяла, не раскрывая реальный центр прибыли, защитить компании группы от недружественных поглощений и, пока предприятия СИБПЛАЗ находились в процессе реструктуризации, слияний и поглощений, нельзя было точно сказать, кто выступит контролирующим акционером, и на основе именно какого бизнеса будет проходить дальнейшая консолидация активов.

## Деятельность
Основные направления деятельности:
- Научные исследования, конструирование, проектирование.
- Строительство и модернизация горнорудных, химических, металлургических предприятий.
- Производство, разработка оборудования и средств безопасности для строительства и эксплуатации подземных объектов.
- Производство, разработка оборудования и технологий для добычи, обогащения, извлечения и переработки полезных ископаемых.
- Производство химических продуктов, химического оборудования и приборов.
- Добыча, производство, маркетинг и реализация благородных, цветных, редкоземельных металлов, угля, кокса, нефтепродуктов.

Проекты в нефтегазовой сфере СИБПЛАЗ реализовались через дочерние предприятия. Компания совместно с «Газпромом» участвовала в разработке ачимовской толщи Уренгойского газоконденсатного месторождения, а также в строительстве газопроводов «Северный поток» и «Южный поток».
Также холдингу СИБПЛАЗ принадлежала доля (25 % минус 1 голос) в компании «Севернефтегазпром», владеющей лицензией на разработку Южно-Русского нефтегазового месторождения, расположенного в Ямало-Ненецком автономном округе России. За эту долю, а также одну привилегированную акцию компании, обеспечивающую 10 % в будущих затратах и прибыли проекта, СИБПЛАЗ заплатила 1,43 млрд евро.

### Продукция СИБПЛАЗ по сегментам рынка
- Общая химия
- Тонкая химия
- Нефтехимия
- Пластмассы
- Функциональные полимеры
- Строительная химия
- Средства защиты растений
- Лаки и краски
- Агрохимия
- Цветные металлы
- Редкие металлы
- Полиметаллы
- Высокотехнологичные материалы
- Уголь и угольный концентрат

### Наука и исследования
- Радиохимия
- Междисциплинарные исследования.[15][16]

### Проекты
- Программа глобальный мониторинг.[17]
- Строительство астрономической обсерватории в Кемеровской области.[18][19]

## Руководители
- Рубан, Анатолий Дмитриевич (1991—1993)
- Шумков, Сергей Иванович (1993—1996)
- Белоусов, Игорь Петрович (1996—2002)
- Голосенко, Константин Иванович (2002—2012)